# برونو ماتياس
برونو ماتياس (4 مارس 1989 بشنترين في البرتغال - ) هو لاعب كرة قدم برتغالي في مركز الوسط. شارك مع منتخب البرتغال تحت 21 سنة لكرة القدم. أما مع النوادي، فقد لعب مع إشتوريل برايا وإف91 دوديلانج ونادي فاتيما وF.C. Luxembourg City ‏ وU.D. Serra ‏ وFC Etzella Ettelbruck ‏.

## وصلات خارجية
- برونو ماتياس على موقع قاعدة بيانات كرة القدم.إي يو (الإنجليزية)